# 姜信子
姜 信子（きょう のぶこ、カン・シンジャ、朝: 강신자, 1961年〈昭和36年〉 - ）は、日本の作家。在日韓国人三世。日本名は「竹田存子（たけだ のぶこ）」。

## 経歴
神奈川県横浜市生まれ。東京大学法学部卒業。1986年（昭和61年）に『ごく普通の在日韓国人』で第2回ノンフィクション朝日ジャーナル賞、2000年（平成13年）『棄郷ノート』で熊本日日新聞文学賞を受賞。2017年（平成29年）『声 千年先に届くほどに』で鉄犬ヘテロトピア文学賞を受賞した。熊本学園大学、熊本大学などで非常勤講師。

## 著書
- 『ごく普通の在日韓国人』（朝日新聞社、1987年）のち文庫
- 『かたつむりの歩き方』（朝日新聞社、1991年）
- 『私の越境レッスン 韓国篇』（朝日新聞社、1993年）
- 『日韓音楽ノート 〈越境〉する旅人の歌を追って』（岩波新書、1998年）
- 『棄郷ノート』（作品社、2000年）
- 『安住しない私たちの文化 東アジア流浪』（晶文社、2002年）
- 『追放の高麗人 「天然の美」と百年の記憶』（石風社、2002年）
- 『ノレ・ノスタルギーヤ  歌の記憶、荒野への旅』（岩波書店、2003年）
- 『ナミイ! 八重山のおばあの歌物語』（岩波書店、2006年）
- 『うたのおくりもの』（朝日新聞社、2007年）
- 『イリオモテ』（岩波書店、2009年）
- 『今日、私は出発する ハンセン病と結び合う旅・異郷の生』（解放出版社、2011年）
- 『はじまれ 犀の角問わず語り』（サウダージ・ブックス＋港の人、2011年）
- 『旅する対話』（春風社、2013年）
- 『生きとし生ける空白の物語』（港の人、2015年）
- 『はじまりはじまりはじまり』（羽鳥書店、2015年）
- 『声 千年先に届くほどに』（ぷねうま舎、2015年）
- 『妄犬日記』（ぷねうま舎、2016年）
- 『あんじゅ、あんじゅ、さまよい安寿』（せりか書房、2016年）

### 翻訳
- カニー・カン『遥かなる静けき朝の国』（青山出版社、1995年）
- 李清俊『あなたたちの天国』（みすず書房、2010年）
- ソ・チヨン『京城のモダンガール』（みすず書房、2016年）

### 共著・編纂
- 『夕凪の島』大田静男（みすず書房、2013年）
- 『死ぬふりだけでやめとけや 谺雄二詩文集』（みすず書房、2014年）
- 『しきたり 折々の作法をたのしむ』『現代用語の基礎知識』編集部編 竹中龍太、的場美香共著（自由国民社〈日本のたしなみ帖 和ごころ、こと始め。〉、2015年）

## 映画
- 「ナミイと唄えば」企画・原作 2006年

## 公演・プロデュース活動

### かもめ組
- 2012年より浪曲師玉川奈々福・パンソリ唱者安聖民とともに、「かもめ組」名義で、日韓の語り芸の道を結んで、境を越えて声を行き交わし、新たな語りの可能性を切り拓く活動を継続中。

### プロジェクト8マン
- 2015年より、人形浄瑠璃猿八座の座付太夫であり、多摩地方に伝わる伝統的語り芸「説経祭文」の第一人者である 渡部八太夫の活動をプロデュース。
- https://blog.goo.ne.jp/wata8tayu （猿八座 座付太夫 渡部八太夫ブログ）
- https://wata8tayu.hatenablog.com/ （「説経祭文」語り 渡部八太夫ブログ）